# 량산산악밭쥐
량산산악밭쥐(Proedromys liangshanensis)는 비단털쥐과에 속하는 설치류의 일종이다. 중국 쓰촨성의 토착종이다. 2007년 류(Liu) 등이 겉모습과 두개골 치수 등의 차이에 기반하여 베드퍼드공작밭쥐로부터 분리하여 신종으로 분류했다.

## 분포 및 서식지
중국 쓰촨성 남서부의 2군데 자연 보전 지구에 제한적으로 분포한다. 해당 지역은 헝돤산맥의 일부이다. 해발 2,560m와 3,100m 사이에서 서식한다.